# Sidi Ouaaziz
Sidi Ouaaziz (àrab سيدي واعزيز) és una comuna rural de la província de Taroudant de la regió de Souss-Massa. Segons el cens de 2014 tenia una població total de 8.320 persones.